# Limpak
Limpak (szlovákul és németül Limbach) község Szlovákiában, a Pozsonyi kerületben, a Bazini járásban.

## Fekvése
Bazintól 3 km-re nyugatra, a Kis-Kárpátok lábánál fekszik.

## Története
A település 1250 körül keletkezett, amikor IV. Béla király a tatárok által elpusztított vidékre német hospeseket telepített. A bazini váruradalomhoz tartozott, így a Szentgyörgyi és Bazini grófok fennhatósága alatt állt. Első írásos említése csak 1390-ből származik. Ekkor Leonard de Pensanro oklevelében mint régi kőtemplommal rendelkező falu szerepel, melynek templomát Szent Theobald tiszteletére szentelték. 1425-ben a pozsonyi káptalan oklevelében említik újra Miklós és György bazini grófok birtokainak megosztása kapcsán. 1561-ben Limbach még katolikus falu, templomának védőszentje is ugyanaz, mint a középkorban. A 16. század végén Limbachon két malom működött, 58 házában 370 lakos élt. Ez a szám körülbelül az 1425-ös állapottal egyezik meg. 1614-ben a templom átépítésekor a hívők többsége már evangélikus. A 17. század elején nagyobb arányú német betelepülés történt, a házak száma 72-re nőtt. A század első felétől Bazin várának tartozékaként a falu a Pálffyak birtoka lett. 1663-ban megtámadta és felégette a török. A 18. században tovább nőtt a lakosság száma. 1785-re a házak száma elérte a százat, ami később 124-re, a lakosok száma pedig 670-re emelkedett. 1802-ben az evangélikusok a falu közepén, a patak bal partján új templomot építettek maguknak, ekkor bővítették a katolikus templomot is. 1828-ban 156 katolikus és 484 evangélikus élt a községben.
Vályi András szerint "LIMPACH. Tót, és német falu Posony Várm. földes Ura G. Pálfy Uraság, lakosai katolikusok, és evangelikusok, fekszik Bazinnak szomszédságában, határja közép termékenységű, réttye, legelője, erdeje, szőleje meg lehetős, el adásra van alkalmatos módgyok, Posonyban, és Bazinban."
Fényes Elek szerint "Limpach, vegyes német-tót f., Pozson vármegyében, Bazinhoz nyugotra 1/2 órányira, egy igen kies vidéken. Lakja 162 kath., 538 evang., 16 zsidó. Evang. anyaszentegyház s ekklézsia. Szőlőhegye igen jó bort terem. Erdeje nagy s vadakkal bővölködik. F. u. gr. Pálffy Ferencz."
1890-ben nagy csapás érte a települést, a filoxéra járvány elpusztította a szőlőültetvényeket. A trianoni békeszerződésig Pozsony vármegye Szenci járásához tartozott. A második világháború után a németeket erőszakkal kitelepítették, a helyükre itt is szlovákok költöztek.

## Népessége
| Év:            | 1994. | 2004.    | 2014.    | 2024.    |
| -------------- | ----- | -------- | -------- | -------- |
| Emberek száma: | 913   | 1337     | 1908     | 2428     |
| Eltérés:       |       | +46,44 % | +42,70 % | +27,25 % |

| Év:            | 2023. | 2024.   |
| -------------- | ----- | ------- |
| Emberek száma: | 2423  | 2428    |
| Eltérés:       |       | +0,20 % |

A 19. század végén 167 házban 895 lakos élt a faluban.
1910-ben 910, túlnyomórészt német lakosa volt.
2011-ben 1686 lakosából 1576 szlovák.

## Neves személyek
- Itt hunyt el 1876-ban Frecska Lajos evangélikus lelkész.

## Nevezetességei

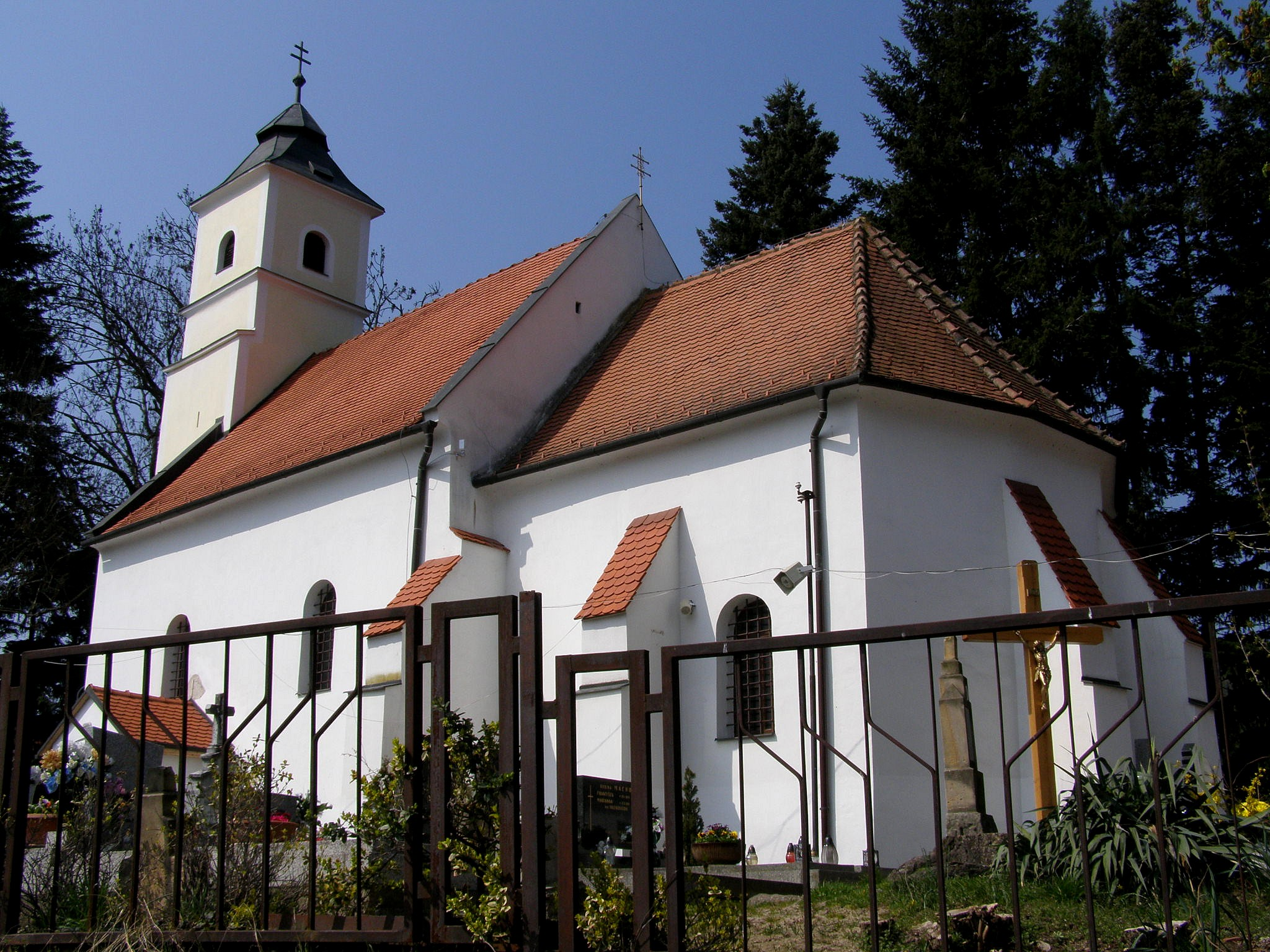
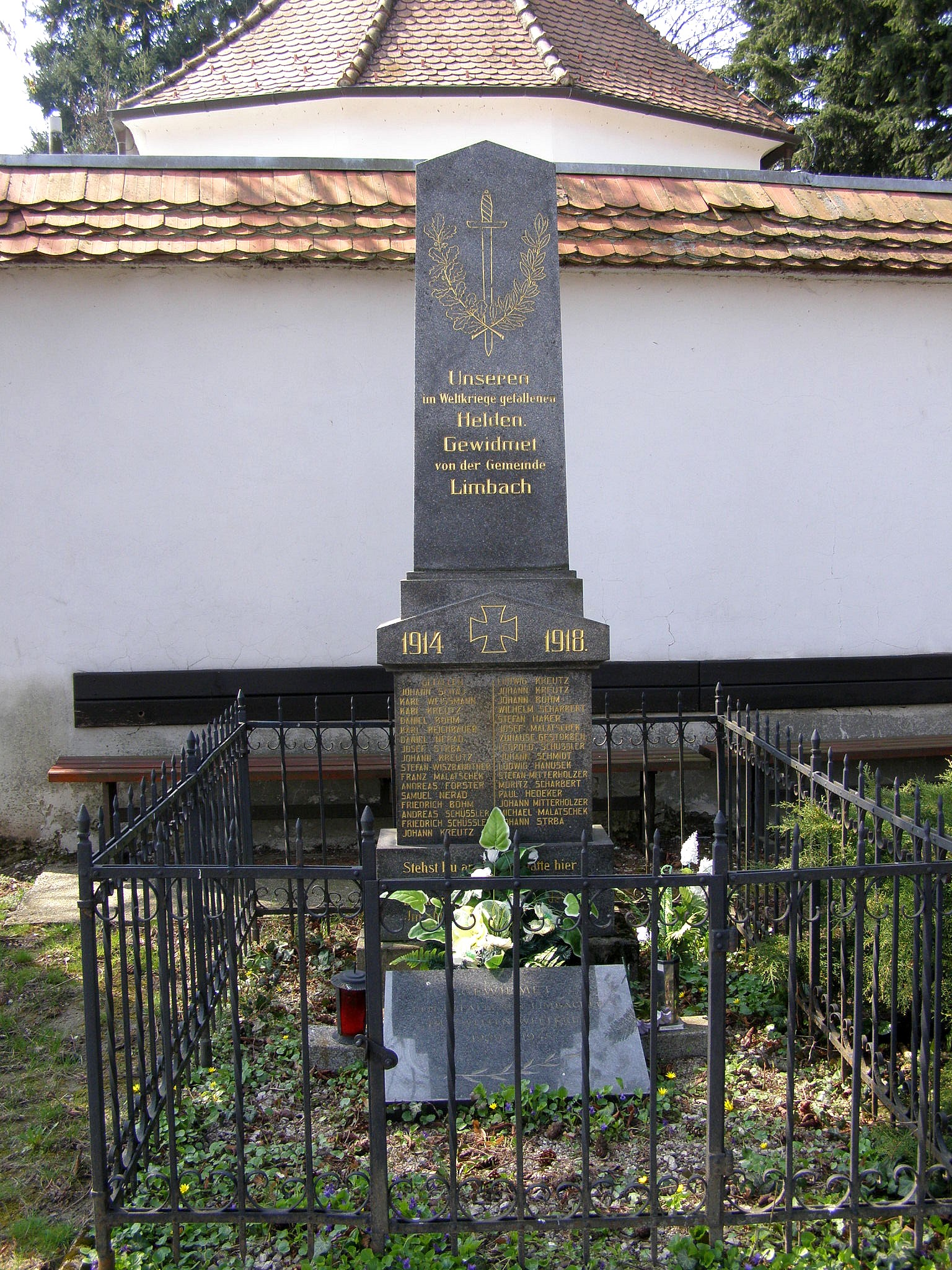
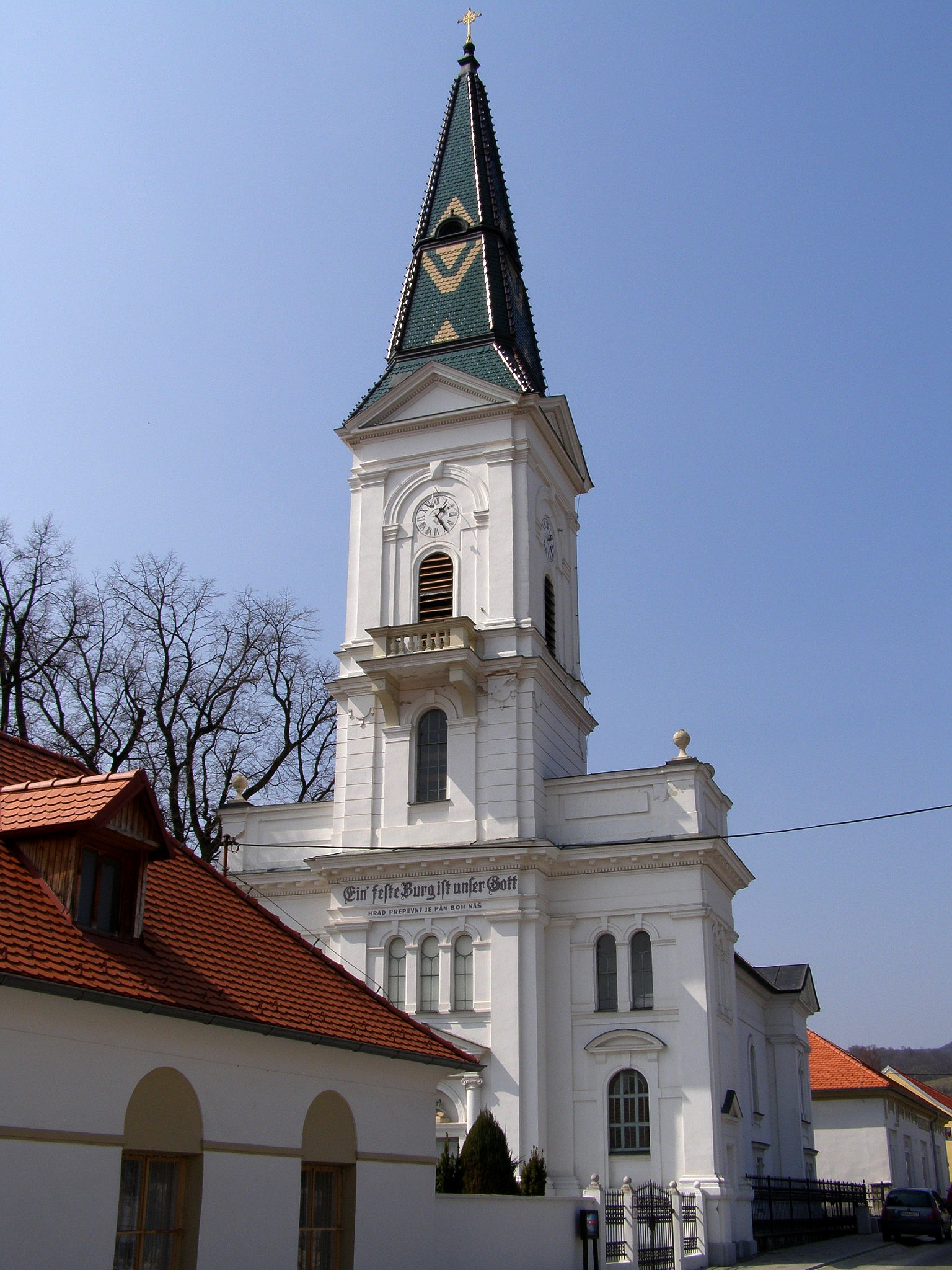

- Szent Teobald tiszteletére szentelt római katolikus temploma a 14. században épült.
- Evangélikus templomát 1802-ben építették.
- A falu mai is nevezetes, nagy hagyományokkal rendelkező bortermőhely.

## Külső hivatkozások
- Hivatalos oldal
- Limpak a Bazini kistérség oldalán
- Községinfó
- Limpak Szlovákia térképén
- E-obce.sk Archiválva 2012. március 20-i dátummal a Wayback Machine-ben